# Gefiedertes Heiligenkraut
Das Gefiederte Heiligenkraut (Santolina pinnata) ist eine Pflanzenart aus der Gattung Heiligenkraut (Santolina) in der Familie der Korbblütler (Asteraceae). Es ist endemisch in der nordwestlichen Toskana verbreitet und wird selten als Zierpflanze verwendet.

## Beschreibung

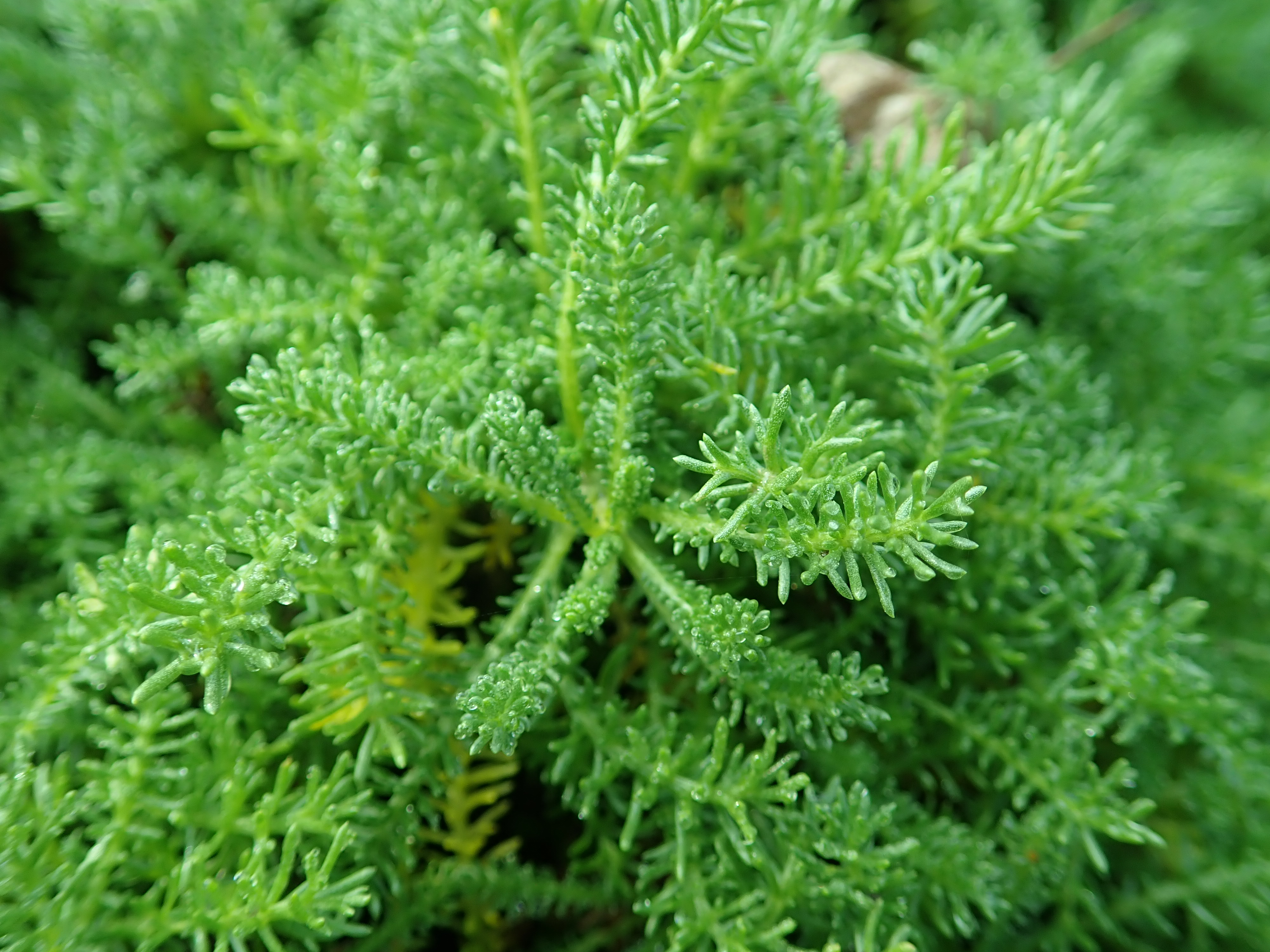
Gefiederte Laubblätter

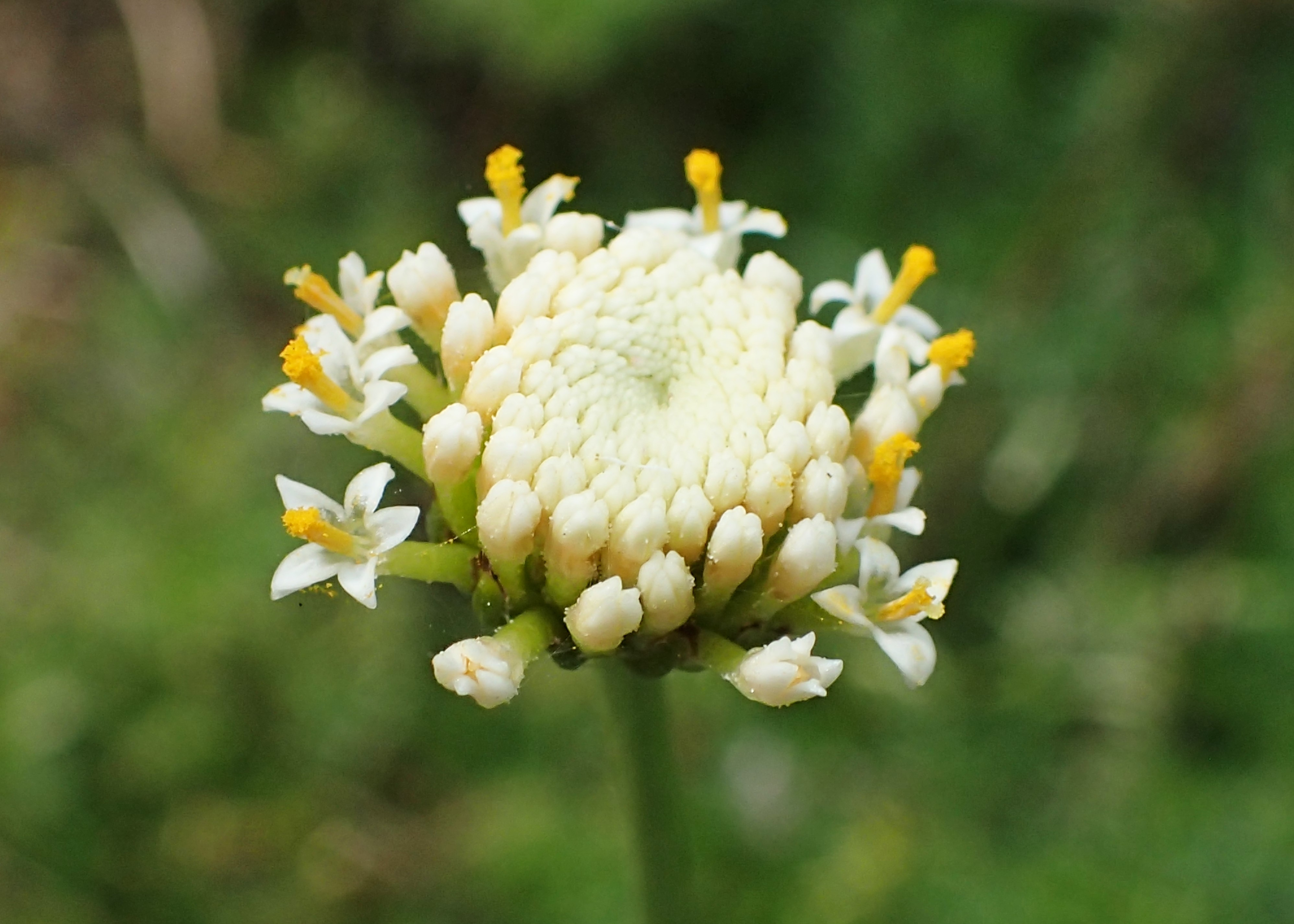
Blütenköpfchen

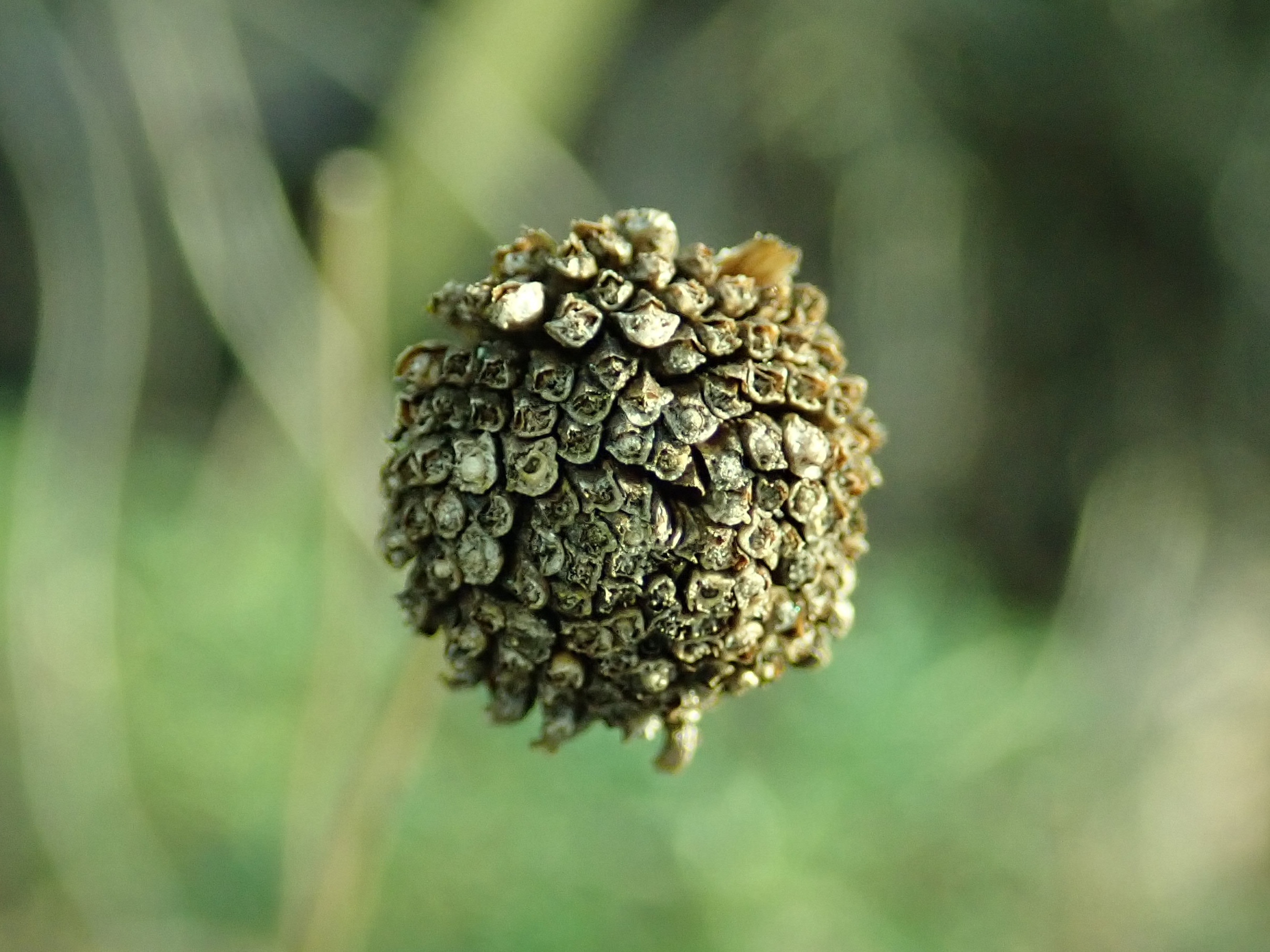
Fruchtstand

### Vegetative Merkmale
Das Gefiederte Heiligenkraut ist ein immergrüner, schwach aromatischer Halbstrauch, der rasig wächst und Wuchshöhen von 10 bis 30 Zentimeter erreicht. Die 2 bis 3,5 Zentimeter langen, gefiederten, grünen Laubblätter der nichtblühenden Sprosse haben jederseits 14 bis 19 zylindrische, 3 bis 6 Millimeter lange, fast kahle Fiederabschnitte. Die blühende Sprosse sind im oberen Teil unbeblättert oder haben nur Hochblätter.

### Generative Merkmale
Die Blütezeit reicht von Juni bis Juli. Die Blütenköpfchen sitzen meist einzeln, manchmal auch zu mehreren auf verzweigten Sprossen und haben einen Durchmesser von 5 bis 10 Millimetern. Sie bestehen aus eilanzettlichen Hüllblättern und weißen bis cremefarbenen Röhrenblüten.

### Chromosomensatz
Die Chromosomengrundzahl beträgt x = 9; es tritt Diploidie mit einer Chromosomenzahl von 2n = 18 auf.

## Vorkommen
Das Gefiederte Heiligenkraut ist endemisch in den Apuanischen Alpen in der nordwestlichen Toskana in Mittelitalien verbreitet. Es wächst dort auf Kalkfelsen in Höhenlagen von 500 bis 1500 Metern.

## Systematik
Die Erstveröffentlichung von Santolina pinnata Viv. erfolgte 1802 durch Domenico Viviani in Elenchus Plantarum, S. 31. Das Artepithetum pinnata bedeutet „gefiedert“.
Santolina pinnata gehört zur Sammelart Santolina chamaecyparissus agg. und ist eng mit den drei weiteren in Italien endemischen Heiligenkräutern Santolina etrusca, Santolina ligustica und Santolina neapolitana verwandt.

## Verwendung
Das Gefiederte Heiligenkraut wird selten als Zierpflanze für vollsonnige, trockenwarme Steingärten und Trockenmauern genutzt. Es ist seit spätestens 1791 in Kultur und gilt als winterhart, sofern es gegen Winternässe geschützt ist.
Die Blütenköpfchen werden in der traditionellen Medizin wie die der Kamille und des Grauen Heiligenkrauts als entzündungshemmende, krampflösende und wurmtreibende Mittel verwendet. Sie enthalten verschiedene Flavonoide, darunter Apigenin, Luteolin und Kaempferol, sowie die zwei Cumarine Scopoletin und Fraxetin. Weitere Analysen identifizierten die Phenolverbindungen Chlorogensäure und Rosmarinsäure sowie die Flavonoide Rutin, Genistein und Myricetin als Hauptbestandteile der mit organischen Lösungsmitteln hergestellten Extrakte. Diese zeigten ein biologisches Potenzial zur Anregung von Antitumor- und entzündungshemmenden Wirkungen.